# Duk Ling
Le Duk Ling est une jonque en activité dans Victoria Harbour à Hong Kong.
Datant de 1955, ce serait la dernière jonque authentique à Hong Kong, les deux autres, l'Aqua Luna et le V, étant des répliques spécialement construites pour le tourisme dans les années 1990 et au début du 21e siècle.

## Histoire
Le Duk Ling est construit à Macao vers 1955 et est ensuite utilisé comme bateau de pêche. En 1985, il est racheté par Pierric Couderc et restauré pendant 3 ans pour retrouver son aspect d'origine. Son propriétaire est Detours Limited, filiale de China Pub Company HK. Il a une capacité autorisée de 36 passagers.
Le Duk Ling coule en septembre 2014 dans l'abri à typhons d'Aberdeen (en) en raison de vents violents dus au typhon Kalmaegi (en), qui est passé par Hong Kong. Le marchand de yachts Yu Lik-hang et sa tante Cheng Ching-wah, basés à Hong Kong, achètent et remettent à neuf la coque renflouée pour un coût estimé à 10 millions de yuans. Le Duk Ling est officiellement relancé le 13 juin 2015.

## Activité actuelle
Jusqu'en 2014, le Duk Ling est affrété par l'office du tourisme de Hong Kong (en) deux jours par semaine, pour des parcours touristiques dans Victoria Harbour, qui n'étaient accessibles que pour les touristes dans le cadre de son programme Cultural Kaleidoscope. Les croisières étaient initialement gratuites, mais des frais de 50 HK$ ont été introduits, puis augmentés à 100 HK$. Il naviguait entre l'embarcadère public de Kowloon, Tsim Sha Tsui et l'embarcadère 9 de Central. Ces excursions touristiques se terminent en 2014 après le naufrage de la jonque.
Les excursions reprennent le 13 juin 2015 après une « cérémonie de départ ». Le coût d'une visite de 45 minutes de Victoria Harbour passe alors à 320 HK$ et n'est dorénavant plus réservée uniquement aux touristes étrangers.
Il est également utilisé pour des croisières vers l'île de Lamma, Lei Yue Mun (en) et Po Toi, ainsi que pour des mariages. Il apparaît au cinéma dans les films Le Tour du monde en quatre-vingts jours, Taï-Pan, et Dragon, l'histoire de Bruce Lee ainsi que dans des publicités pour Hong Kong.
En octobre 2020, le propriétaire du Duk Ling, Hazen Tang, déclare qu'il connaît des difficultés en raison de la pandémie de Covid-19, son plus grand marché étant celui des touristes étrangers, et décide de se concentrer maintenant sur les habitants de Hong Kong. De nouveaux itinéraires sont mis en place au-delà de la croisière dans Victoria Harbour vers les zones résidentielles locales, et les commentaires à bord sont également adaptés.